# Euchrepomis humeralis
Az Euchrepomis humeralis a madarak osztályának verébalakúak (Passeriformes) rendjébe és a hangyászmadárfélék (Thamnophilidae) családjába tartozó faj.

## Rendszerezése
A fajt Philip Lutley Sclater és Osbert Salvin írta le 1880-ban, a Terenura nembe Terenura humeralis néven. Egyes szervezetek, jelenleg is ide sorolják.

## Előfordulása
Bolívia, Brazília, Ecuador és Peru területén honos. Természetes élőhelyei a szubtrópusi vagy trópusi síkvidéki esőerdők. Állandó, nem vonuló faj.

## Megjelenése
Testhossza 11 centiméter, testtömege 7–8 gramm.

## Életmódja
Rovarokkal és valószínűleg pókokkal táplálkozik.

## Természetvédelmi helyzete
Az elterjedési rendkívül nagy, egyedszáma ugyan csökken, de még nem éri el a kritikus szintet. A Természetvédelmi Világszövetség Vörös listáján nem fenyegetett fajként szerepel.